# Monte Cristallo
Il monte Cristallo (3 221 m s.l.m.) è la massima elevazione del gruppo del Cristallo nelle Dolomiti Ampezzane. Si trova in Veneto (provincia di Belluno).

## Caratteristiche
Il monte è collocato a nord-est di Cortina d'Ampezzo e ad ovest di Misurina. Fu conquistato per la prima volta dall'alpinista viennese Paul Grohmann, accompagnato dalle guide alpine ampezzane Santo Siorpaes e Angelo Dimai.
È uno dei monti più alti, più maestosi e più famosi di tutte le Dolomiti ampezzane e del Cadore. Esso chiude la conca d'Ampezzo a nord (assieme all'antistante monte Pomagagnon), dividendola dalle valli circostanti.

## Rifugi
Sul massiccio sono presenti sei edifici tra rifugi e ristoranti:
- rifugio Son Forca a 2 235 m;
- rifugio Guido Lorenzi a 2 932 m (chiuso dal 25 luglio 2016);
- ristorante Rio Gere a 1 680 m;
- ristorante Lago Scin a 1 336 m;
- ristorante Staulin a 1 370 m;
- ristorante Son Zuogo a 1 800 m.

Tutte queste strutture sono aperte sia in estate sia in inverno; la prima è raggiungibile per mezzo di una seggiovia.

## Vie ferrate
Sul gruppo del Cristallo sono presenti tre vie ferrate, di cui la via ferrata Ivano Dibona e la via via ferrata Marino Bianchi partono dalla forcella Staunies, nelle vicinanze del rifugio Lorenzi: la prima è utilizzata per scendere ad Ospitale, mentre con la seconda si può salire fino alla vetta Cristallo di Mezzo. Da Ospitale è invece possibile risalire fino al rifugio Lorenzi tramite la via ferrata Renè de Pol.

## Attività invernali
Il Cristallo è uno dei più importanti poli sciistici, e comprende sette piste:
- piste della seggiovia Cristallo:
  - Cristallo.
- Piste dalla seggiovia Son Forca-Forcella Staunies:
  - canalone Staunies-Padeon;
  - canalone Staunies-Son Forca.
- Piste dalla seggiovia Son Forca-Padeon:
  - Son Forca-Rio Gere;
  - Creste Bianche;
  - Padeon;
  - Son Forca;
  - Padeon-Ospitale.

Il Cristallo, assieme ai tracciati di Mietres e del monte Faloria, fa parte del comprensorio Cortina Cube. Inoltre appartiene anche al più grande Dolomiti Superski, il più esteso carosello sciistico d'Europa.

## Galleria d'immagini

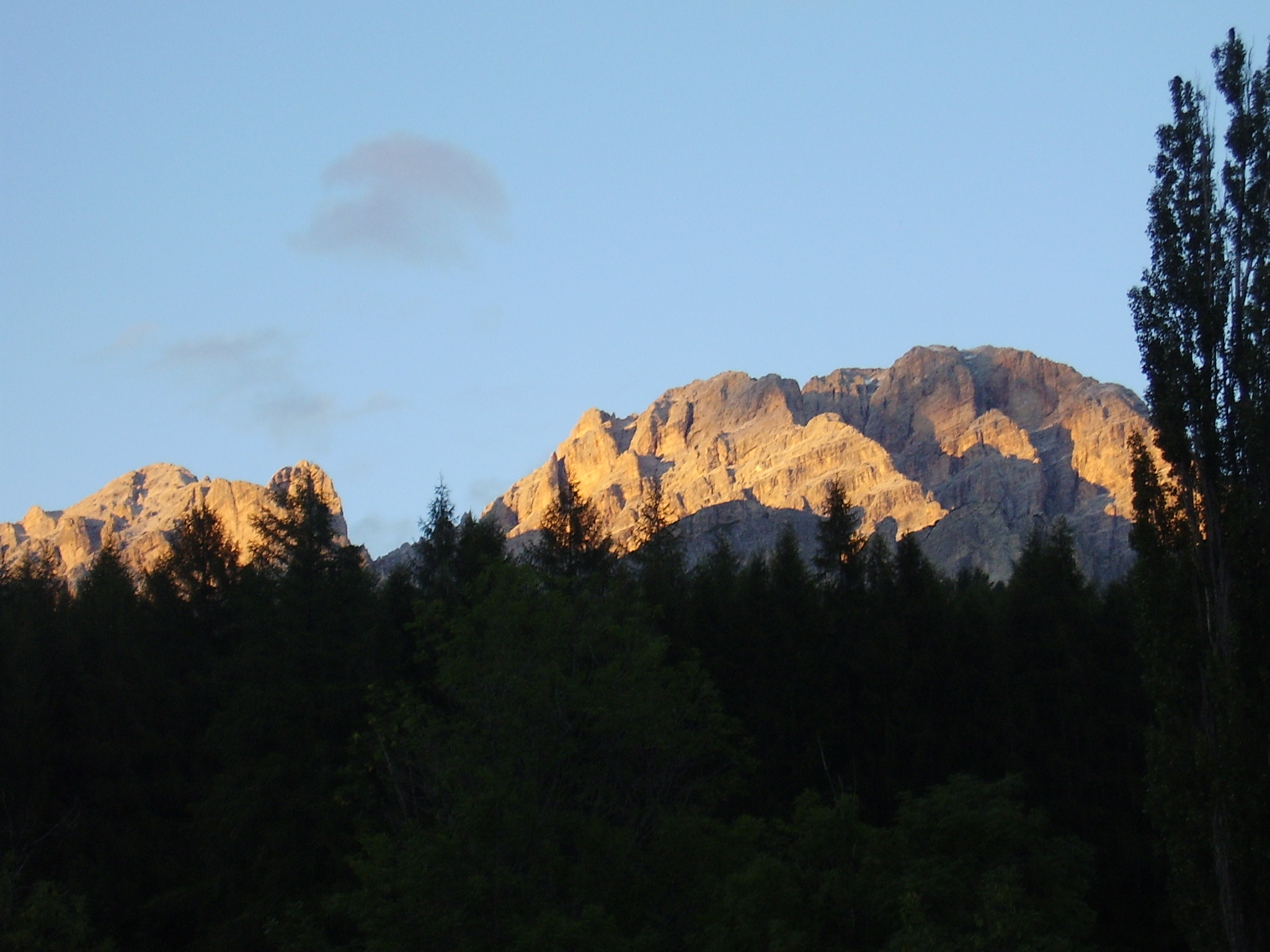
Tramonto sul Cristallo, visto dalla località ampezzana di Grava
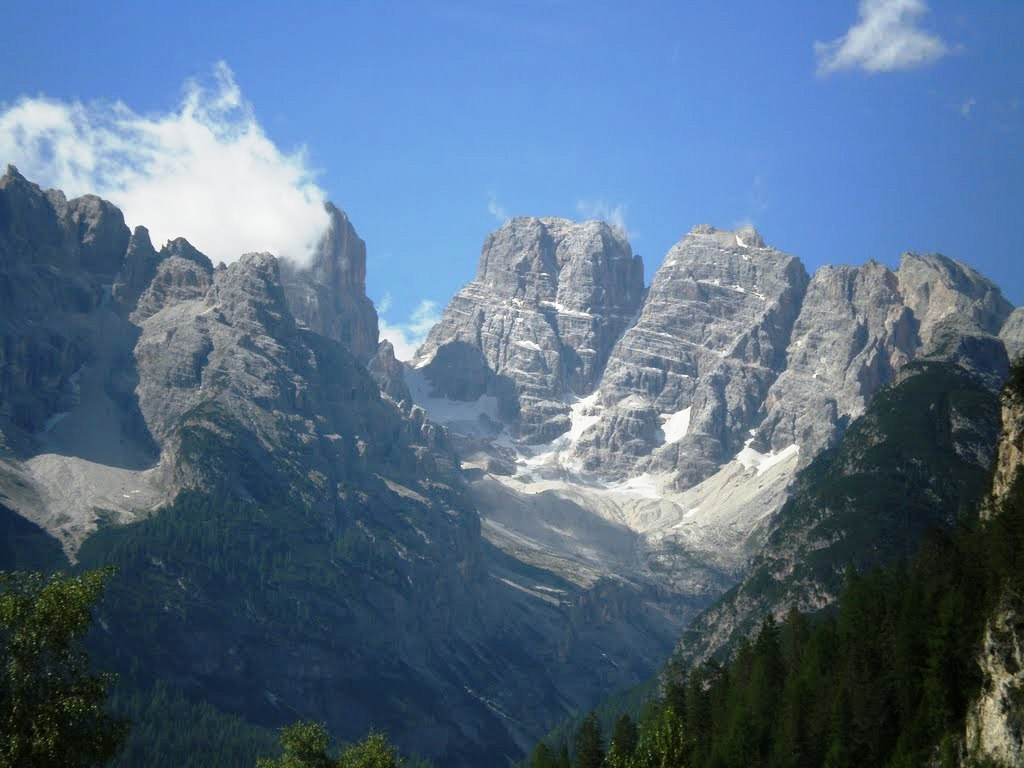
Cristallo
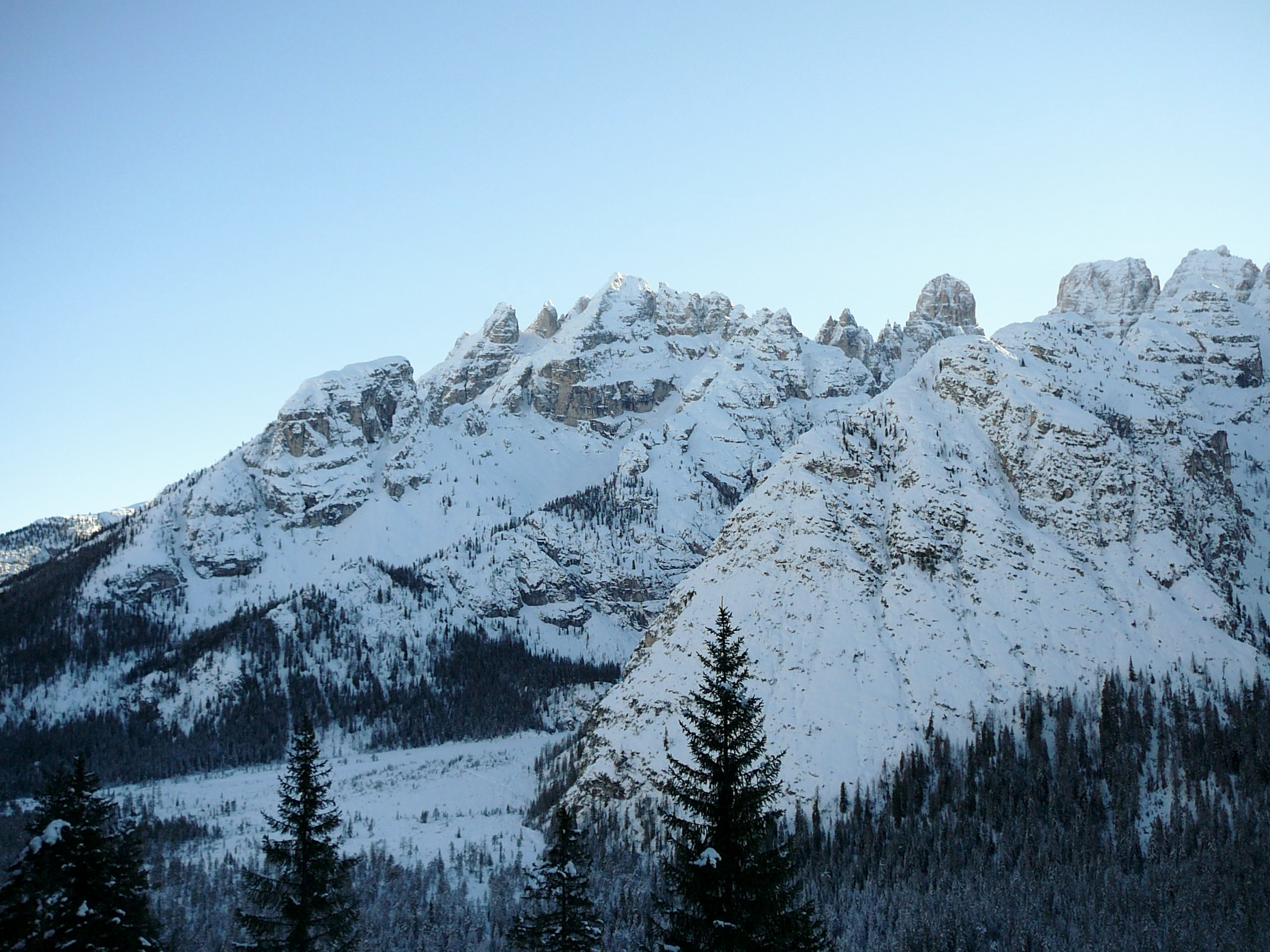
Il Cristallino e il Cristallo dalla strada per Forte Prato Piazza
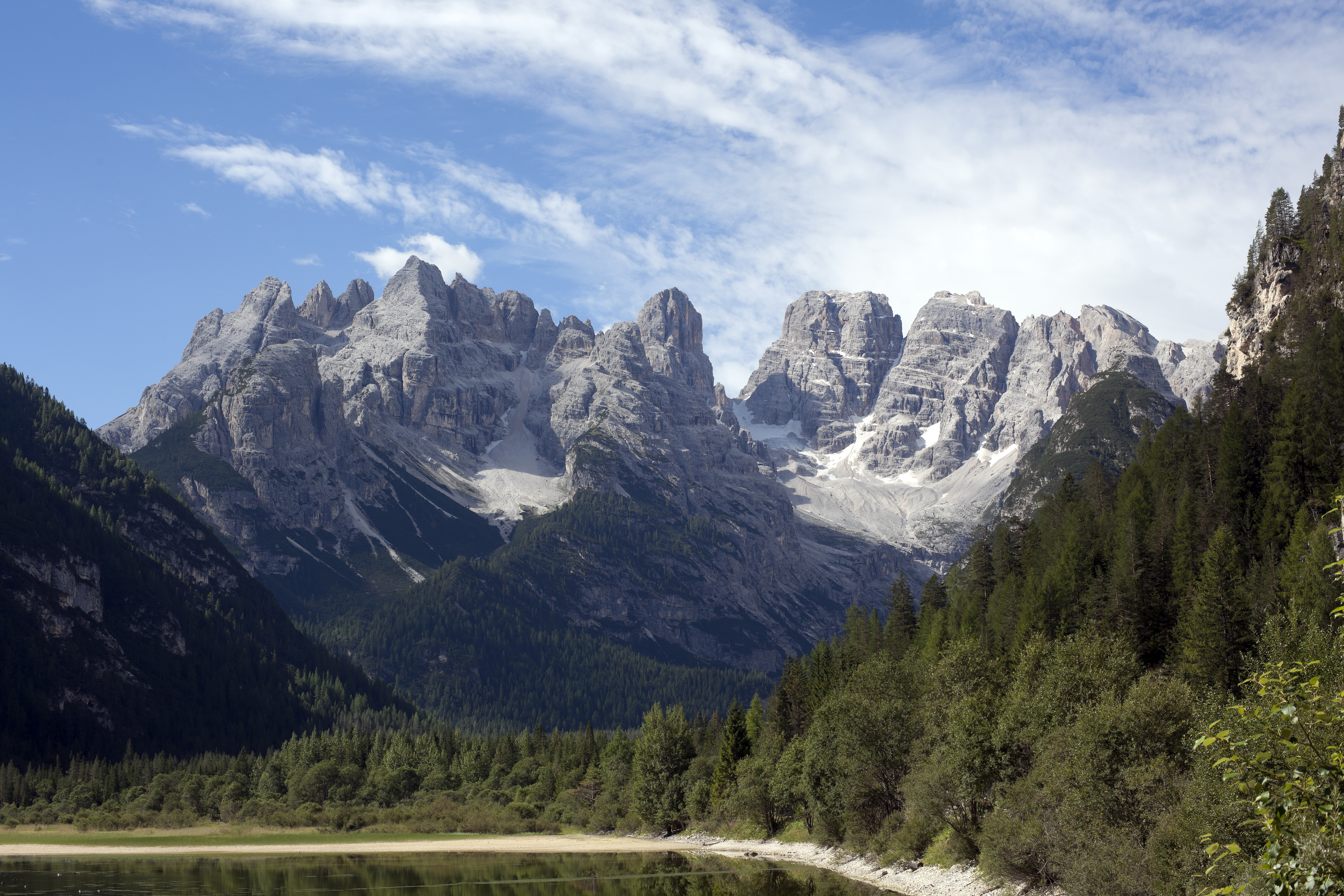
Cristallo